# Ulysses and the Golden Fleece
Ulysses and the Golden Fleece (ook wel Hi-Res Adventure #4: Ulysses and the Golden Fleece) is een computerspel dat werd ontwikkeld en uitgeven door Sierra On-Line. Het spel kwam in 1981 uit voor de Apple II. Later volgde ook releases voor andere platforms. Het perspectief van het spel is in de eerste persoon. Het spel is een avonturenspel voorzien van tekst en afbeeldingen waarbij de speler de rol van Ulysses speelt in het Oude Griekenland. Ulysses heeft van de koning de taak gekregen het Gulden Vlies te vinden. Het spel begint in een kleine stad. Er zal naar een aantal landen gereisd moeten worden om het vlies te vinden. Onderweg ontmoet de speler diverse personages uit de Griekse mythologie zoals: Neptunus, sirenen en cyclopen. Het scherm is aan de bovenkant voorzien van een afbeelding en aan de onderkant voorzien van een tekstparser waarmee simpele commando's van twee woorden ingegeven kunnen worden.

## Platforms
| Jaar | Platform           |
| ---- | ------------------ |
| 1981 | Apple II           |
| 1982 | PC Booter          |
| 1984 | Atari 8-bit        |
| 1983 | FM-7, PC-88, PC-98 |
| 1984 | Commodore 64       |

## Ontvangst
Het spel kreeg van PC Magazine 14 van de 18 punten (78%). De graphics werden geprezen, maar de commandoprocessor vond men te simpel in vergelijking met andere spellen van die tijd zoals Infocom's Infidel.